# Louis Gabriel Suchet, duc d’Albuféra

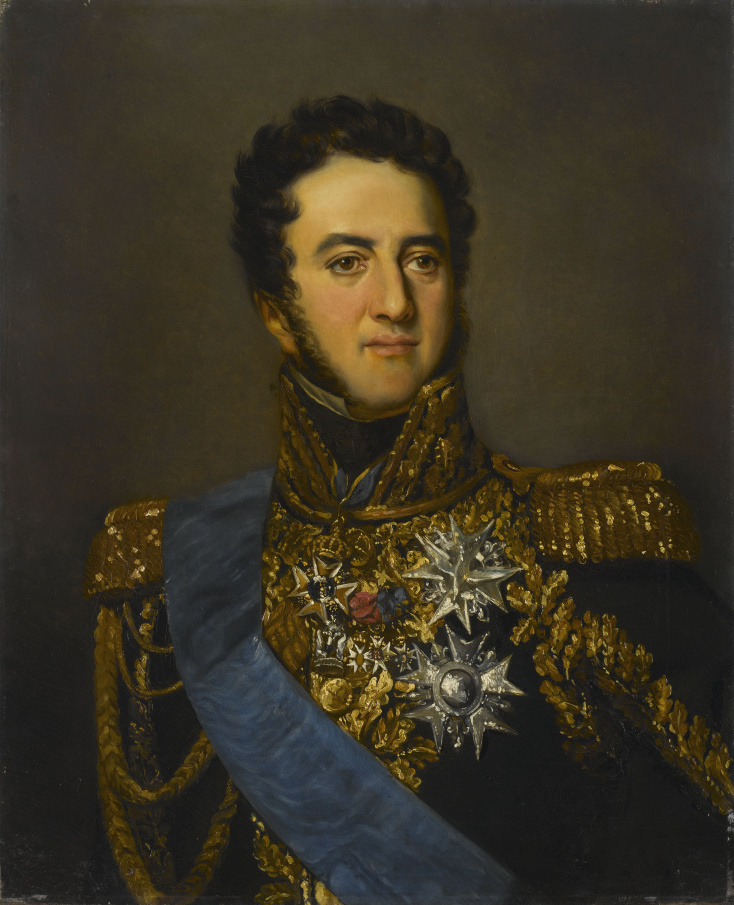
Louis-Gabriel Suchet

Louis Gabriel Suchet (* 2. März 1770 in Lyon; † 3. Januar 1826 in Marseille) war ein  französischer Offizier in der Zeit der Revolutionskriege, der 1811 durch Napoleon zum Duc d’Albuféra (Herzog von Albufera) erhoben und im selben Jahr zum Maréchal d’Empire ernannt wurde.

## Leben

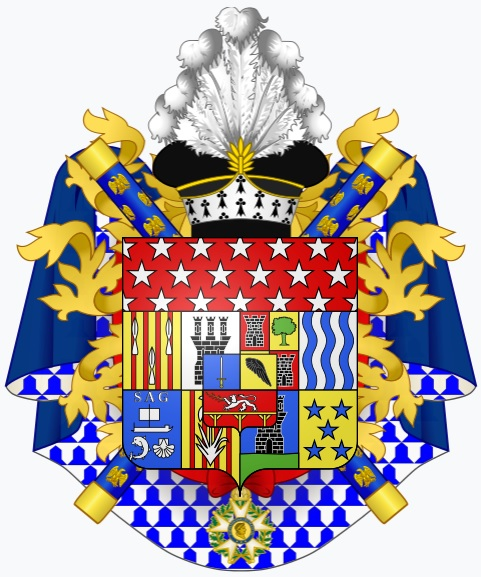
Wappen des Louis-Gabriel Suchet, Herzog von Albuféra

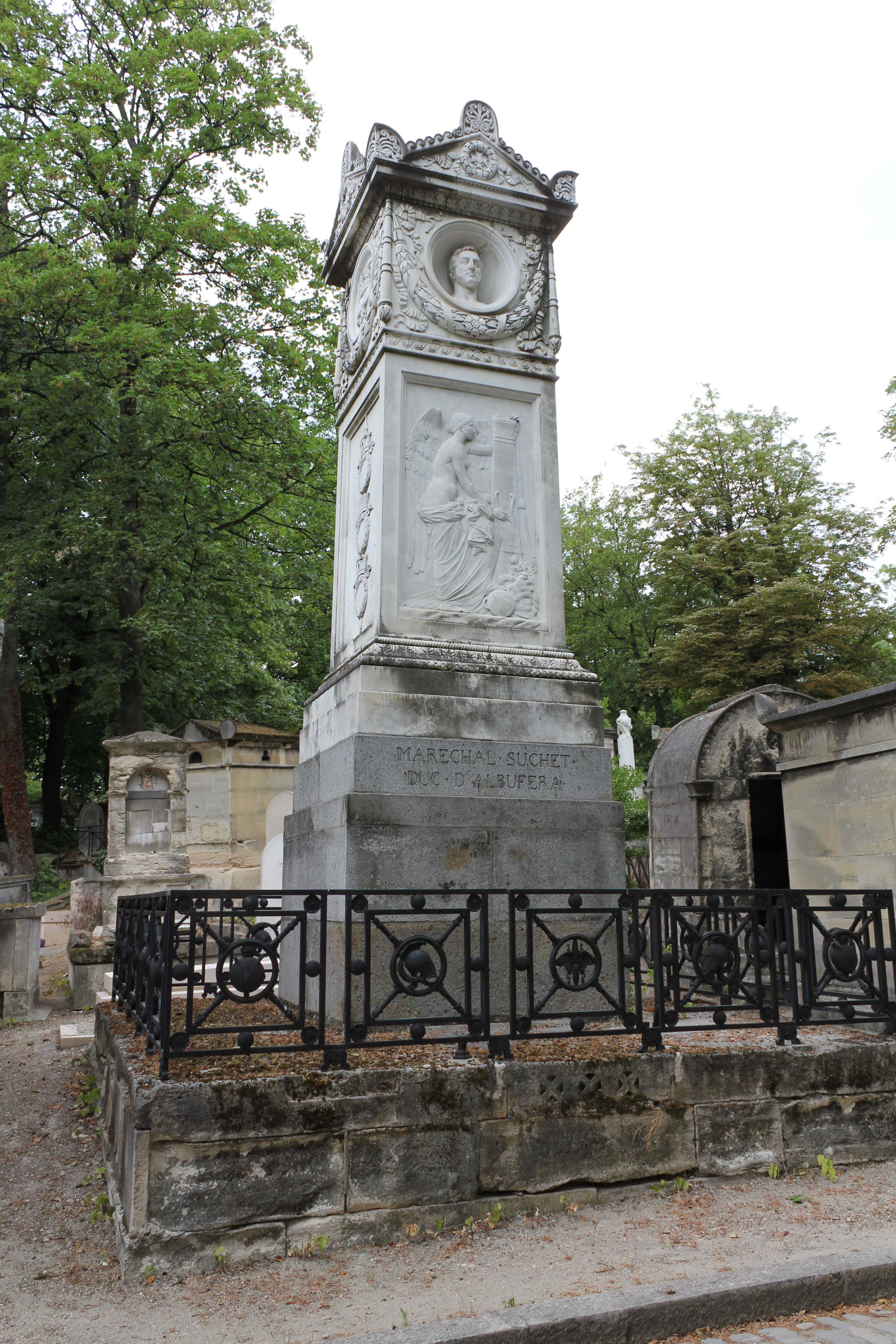
Suchets Grab auf dem Friedhof Père-Lachaise in Paris

Suchet war der älteste Sohn des Seidenhändlers Jean-Pierre Suchet (4. April 1736 – 14. Januar 1789) und der Marie-Anne Jacquier (1742–1789). Er trat 1792 als Freiwilliger in die Lyoner Nationalgarde ein und nahm im folgenden Jahr an der Belagerung von Toulon teil. 1794 kämpfte er unter General Laharpe in Norditalien und nahm an den Schlachten von Loano, Dego und Lodi (1796) teil. Danach kämpfte er unter Bonaparte bei Borghetto, in der Schlacht von Castiglione, bei Bassano sowie in der Schlacht bei Arcole gegen die Österreicher. Am 11. Oktober 1797 wurde er bei Cerea verwundet und dann zum Kommandeur einer Halbbrigade ernannt.
Zwar war der erste Koalitionskrieg zu Ende gegangen, aber dies gab Frankreich vor allem die Gelegenheit das Gebiet der Eidgenossen unter Kontrolle zu bringen. Suchet gehörte zu den Offizieren der Armee unter General Guillaume-Marie-Anne Brune, die dazu 1798 in Südtirol und in der Schweiz eingesetzt wurde. Er zeichnete sich erneut aus, sodass er zum Général de brigade befördert wurde. Brune war auf Suchet aufmerksam geworden und setzte diesen als seinen Stabschef ein. Suchet kümmerte sich nun um die Organisation der Armee auf dem norditalienischen Kriegsschauplatz (Armée d’Italie), deren Kampfkraft und Disziplin er versuchte wiederherzustellen. Diesen Posten behielt er uch nach Ausbruch des zweiten Koalitionskrieges im April 1799, wobei die Armee nun von General Jean-Victor Moreau geführt wurde. Im August führte kurzzeitig General Barthélemy-Catherine Joubert, der aufsteigende Stern des Direktoriums und Freund Suchets, die Italienarmee bevor er bereits kurz darauf in der Schlacht bei Novi fiel. Der inzwischen (Juli 1799) zum Général de division beförderte Suchet führte vertretungsweise vom 31. Dezember 1799 bis 5. Januar 1800  selbst den befehl über die Italienarmee und war ab Juni 1800 als Befehlshaber von Genua eingesetzt.
Nach dem Frieden von Lunéville 1801 fungierte er als Generalinspektor der Infanterie. In den Feldzügen von 1805 (gegen Österreich), 1806 (gegen Preußen) und 1807 (gegen Russland) zeichnete er sich als Kommandeur einer Division des 5. Korps unter Lannes vielfach aus. Er kämpfte in den Schlachten von Austerlitz, Saalfeld, Jena, Pułtusk und Ostrolenka und erhielt am 19. März 1808 die Erhebung zum Baron des Reiches.
Nach dem Frieden von Tilsit befehligte Suchet das 5. Korps in Schlesien und führte es gegen Ende 1808 nach Spanien, wo es während der Belagerung von Saragossa das rechte Ufer des Ebro deckte. Nach dem Fall der Stadt wurde er in den Grafenstand erhoben und übernahm im April 1809 das Kommando der Armee von Aragonien; er siegte bei Mavia, Belchite und Lerida und eroberte Tortosa und Tarragona am 28. Juni 1811, womit er sich den Marschallsstab erwarb.
```
Am 25. Oktober 1811 schlug er die Spanier unter 
Joaquín Blake y Joyes
 bei 
Murviedro
, nahm am Folgetag die Kapitulation der Festung 
Sagunto
 entgegen und eroberte am 9. Januar 1812 
Valencia
, wofür er in der 
noblesse impériale
 den Herzogstitel erhielt (
Albufera
 heißt ein fischreiches 
Haff
 bei Valencia).
```

Nachdem er Anfang 1814 über die Pyrenäen zurückgegangen war, erklärte er aus seinem Hauptquartier in Narbonne am 14. April 1814 die Anerkennung Ludwigs XVIII. und schloss einen Waffenstillstand mit Wellington. Er unterwarf sich Ludwig XVIII. und erhielt daraufhin die Pairwürde sowie einen Sitz im Oberhaus.
Bei der Rückkehr Napoléons I. von Elba schloss sich Suchet diesem erneut an und ließ sich das Kommando der Alpenarmee übertragen; er drang am 14. Juni 1815 in Savoyen ein, wurde aber von den Österreichern zurückgeworfen.
Bei Ludwigs XVIII. Rückkehr verlor er die Pairswürde, erhielt sie aber 1819 zurück.
Louis Gabriel Suchet starb am 3. Januar 1826 in Marseille.
Seine Mémoires sur les campagnes en Espagne depuis 1808 jusqu'en 1814 (2 Bände. 2. Auflage. Paris 1834) veröffentlichte sein Stabschef Saint-Cyr-Nuguas.
Suchets Sohn Napoléon (* 23. Mai 1813; † 23. Juli 1877 in Paris), der den Herzogstitel erbte, war von 1852 bis 1870 Mitglied der gesetzgebenden Körperschaft.

## Werk (Auswahl)
- Blokade, Belagerung und Eroberung von Tortosa durch das dritte Französische Armeekorps im Jahre 1810/11, und Vertheidigung von Monzon durch die Franzosen 1813/14. Aus den Memoiren des Marschalls Suchet. Übersetzer: Franz Xaver Rigel. Mannheim 1847 (archive.org).

## Ehrungen
Suchets Name ist am Triumphbogen in Paris in der 33. Spalte eingetragen. In Lyon ist ihm ein Denkmal errichtet. Der französische Meisterkoch Careme widmete ihm die Albufera-Sauce.